# Tyrus humeralis
Tyrus humeralis är en skalbaggsart som först beskrevs av Aubé 1844.  Tyrus humeralis ingår i släktet Tyrus och familjen kortvingar. Inga underarter finns listade i Catalogue of Life.